# Equus hemionus kulan
Equus hemionus kulan (Туркменський кулан, закаспійський кулан) — підвид центральноазійського кулана. В 2016 році був оголошений під загрозою зникнення
Популяція виду останнім часом в Туркменістані скорочується, хоча вона поступово збільшується на місцях реінтродукції. Туркменський кулан був повернутий до Казахстану, Узбекистану та України, де раніше існували кулани, також в Ізраїль, де в підвид гібридизується з перськими куланами.
В 2005 році в Туркменістані чисельність популяції становила 1,295-1,345 голів. Немає інших даних про стан популяції Туркменістану, але є надія, що невеликі табуни тварин все ще мешкають у важкодоступних районах навколо Бадхиза і процвітають у Західному Копетдагу (долина Сумбар-Чандир) та Устюртському плато навколо озера Саракамиш. Однак певна роздроблена популяція закаспійського кулана наразі зросла понад 2000 голів у дикій природі. Також підраховано, що в Центральній Азії проживає понад 6000 куланів. В 2017 році в Казахстані популяція має 3900 куланів, з них найбільша популяція Казахстану (3400) є в національному парку Алтин-Емель.

## Опис

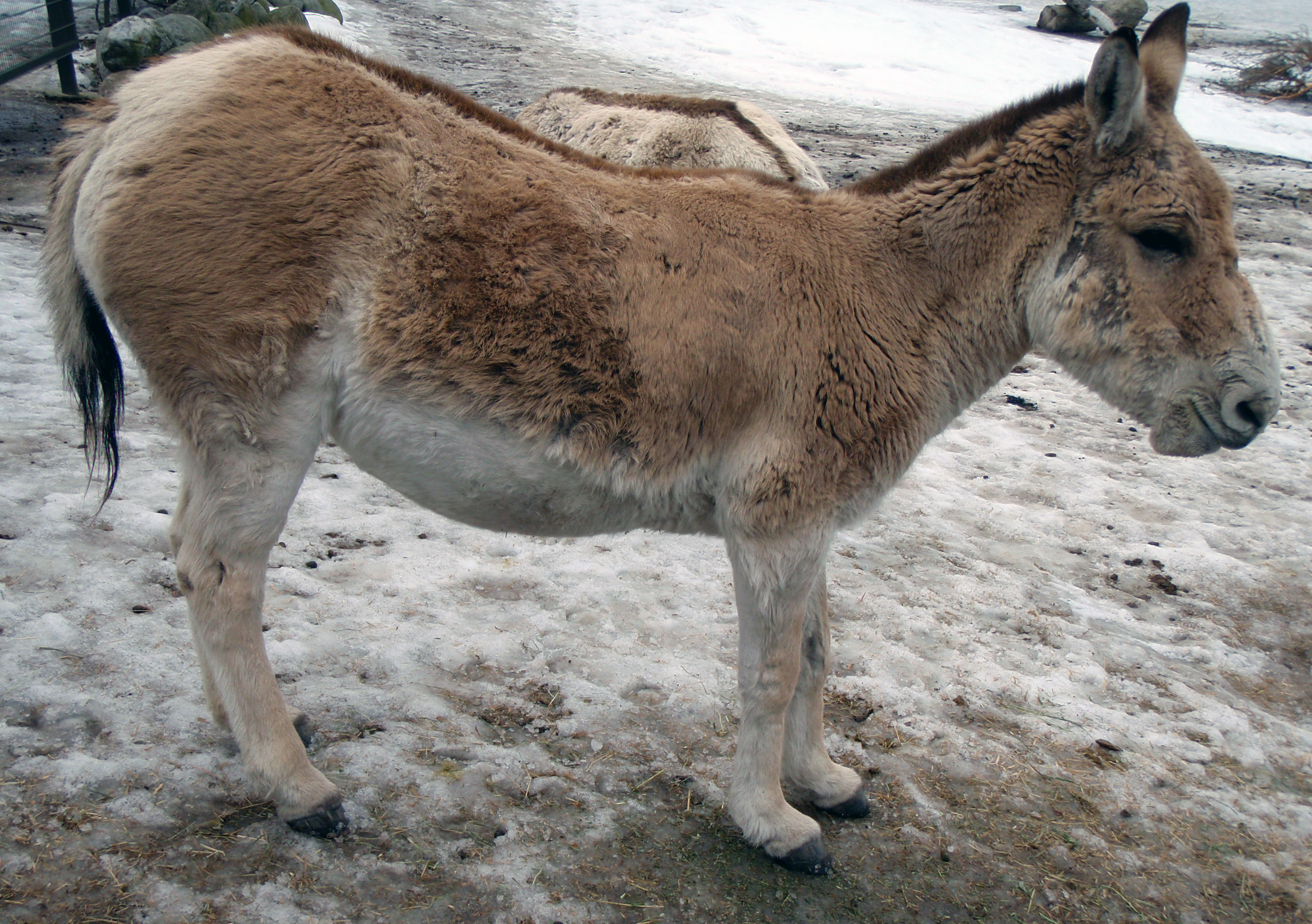
Туркменський кулан у зоопарку Коркеасаарі

Туркменський кулан — один з найбільших за чисельністю підвидів куланів. Має завдовжки 200–250 см, заввишки 100–140 см у плечах, важить 200–240 кг. Огири більші за кобил.
Має блідо-коричневе хутро, з темною смугою вниз по хребту і білими плямами з боків, спини та живота, також має волохату чорну гриву та пучок на кінці хвоста. Влітку хутро туркменського кулана стає тонкішим та коричневішим, взимку має густе сірувато-коричневе хутро.

## Еволюція
Вважається, що рід Equus, який включає всіх існуючих коней, еволюціонував від Dinohippus, через проміжну форму Plesippus. Одним із найдавніших видів є Equus simplicidens, описаний як зебра, що має голову віслюка. Найдавнішому викопному на сьогодні — 3,5 мільйона років з штату Айдахо, США. Ймовірно, рід швидко поширився у Старому Світі, з аналогічним віком Equus livenzovensis задокументований із Західної Європи та Росії.
Молекулярна філогенія вказуює на останнього спільного предка всіх сучасних коней (представників роду Equus), що проживали ~ 5,6 (3,9–7,8) млн. Пряме палеогеномне секвенування метаподіальної кістки коня середнього плейстоцену 700 тис. років із Канади передбачає більш пізній 4,07 млн перед цією датою для останнього загального предка (MRCA) в межах від 4,0 до 4,5 млн. Найдавнішу дивергенцію зазнали азійські геміони (підрід E. (Asinus), включаючи кулана  та кіанга), за ними йдуть африканські зебри (підрід E. (Dolichohippus) та E. (Hippotigris)). Усі інші сучасні форми, включаючи одомашненого коня (а також багато викопних пліоценових та плейстоценових форми), належать до підроду E. (Equus), який зазнав дивергенції ~ 4,8 (3,2–6,5) мільйонів років тому.

## Ареал
Ареал туркменського кулана охоплює середньоазійські дельти, гарячі і холодні пустелі та напівпустелі, степи, посушливі луки і чагарники.
Туркменський кулан раніше був найпоширенішим з куланів, ареал охоплював північний Іран та північний Афганістан, Закаспійську області та Західний Китай, Південний Сибір, а також пустелю Сариєсик-Атирау в Казахстані.

## Харчування та поведінка
Кулани — травоїдні ссавці. Харчуються травами та чагарником. Більша частина води надходить з їжею, хоча він часто подорожує за джерелами води, особливо при годуванні молоком лошат, але завжди залишаються в межах 30 км від найближчого джерела води.
Кобили живуть з огирами у невеликих табунах. Домінуючий огир захищає навколишні терени навколо джерел води і намагається спаровуватися з будь-якими кобилами, що підходять до водопою. Кобила після періоду вагітності, що триває близько року народжує єдиного лоша, який залишається з матір'ю перші два роки життя. Більшість народжень відбувається з квітня по вересень.
Спекотний клімат пустель робить кулана переважно активним на світанку та сутінках, коли температури менші. Кулани — одні з найшвидших наземних ссавців і може бігти з високою швидкістю до 70 км/год.

## Загрози
Як і всім куланам, туркменському кулану загрожує браконьєрство, полювання на м'ясо та шкіру, втрата середовища проживання та полювання з боку хижаків: перських леопардів, смугастих гієн та азійських сірих вовків. Нині вимерлі середньоазійські хижаки, каспійські тигри та азійські гепарди також полювали на куланів. Проте, як і інші кулани, вони мають захист від хижаків: табун огирів може співпрацювати і виганяти хижаків. Туркменському кулану в основному загрожує незаконне полювання.

## Популяція
Популяція дорослих туркменських куланів оцінюється в 1600-2000 особин.
- Казахстан:
  - Національний парк Алтин-Емель. В 1982-84 роках реінтродуковано 32-38 кулана. 2500-3000 особин, тенденція до збільшення. Популяція занадто велика для національного парку і перспектив зростання не має.
  - Андасайський заказник. В 1986-90 роках реінтродуковано 120 особин, в 2006-11 роках — 95. 35 особин, даних по тенденції недостатньо.
  - Околиці Барсакельмес. 19 куланів було реінтродуковано в 1953-64 роках. Стабільна популяція в 347 особин.
- Туркменістан:
  - Бадхиз. 420 куланів, тенденція до зменшення.
  - Меана і Чаача (східний Копетдаг). В 1979-89 роках реінтродуковано 48 особин. На даний момент близько 100, даних про зміну чисельності недостатньо.
  - Болдумсаз. 18 реінтродуковано у 1981 році. 10-15 особин.

Західний Копетдаг. 47 реінтродуковано у 1988-89 роках. 13 куланів.
- Узбекистан/Туркменістан:
- Капланарський заповідник. Близько 100 куланів реінтродуковано у 1983-87 роках. 350-400 особин, тенденція до збільшення.

Цілком ймовірно, що чисельність туркменської популяції, включаючи Бадхиз, нижче цифри, представленої у 2014 році, оскільки ознаки браконьєрства значні і припускають високу незаконний видобуток. Нинішня тенденція до зростання двох субпопуляцій не зможе довго тривати при такій загрозі, як це вже спостерігалося раніше в Бадхизі.
Автохтонна субпопуляція у Бадхизькому заповіднику скорочується. Велика частина популяції куланів в Бадхизе влітку залишає охороняємий терен в пошуках джерел води, таких як річки Кушка і Іслім, розташовані поблизу афганського кордону. За межами території, що охороняється конкуренція з дехканами і набіги на оброблювані поля призводять до конфліктів з місцевим населенням. Переслідування з боку пастухів і їх собак і перевипасання худоби обмежують доступ куланів до пасовищ і воді за межами заповідника.
Даних по ситуації з куланами у Туркменістані явно недостатньо. Точність оцінки чисельності популяції і діапазон її розподілу не зрозумілі.